# Dió (física)
En física teòrica, un dió és una partícula hipotètica amb càrregues elèctrica i magnètica predita per teories amb 4-dimensions. Un dió amb càrrega elèctrica nul·la normalment s'anomena un monopol magnètic. Moltes teories de gran unificació prediuen l'existència de monopols magnètics i de dions.
Els dions foren proposats per primer cop per Julian Schwinger el 1969 com a alternativa fenomenològica als quarks. Schwinger va estendre la condició de quantització de Dirac al dió i va utilitzar el model per a predir l'existència d'una partícula amb les propietats del mesó J/ψ, prèviament a la seva descoberta el 1974.
Les càrregues dels dions són restringides per la condició de quantització de Dirac a tenir càrrega magnètica integral i càrregues elèctriques iguals mòdul 1. L'Efecte Witten, demostrat per Edward Witten el 1979, demostra que les càrregues elèctriques dels dions han de ser totes iguals, mòdul 1, al producte de la seva càrrega magnètica i de l'angle theta de la teoria. En particular, si una teoria conserva la simetria CP aleshores les càrregues elèctriques de tot dió són nombres enters.